# دونا هيلبرت
دونا هيلبرت (بالإنجليزية: Donna Hilbert)‏ هي مقالاتية أمريكية، ولدت في 25 يونيو 1946 في غراندفيلد في الولايات المتحدة.